# Lux-Werft
Die Lux-Werft ist eine Schiffswerft in Mondorf, einem Stadtteil von Niederkassel in der Moselstraße 10–16. Sie befindet sich bei Stromkilometer 660,9 rechts am Rhein.

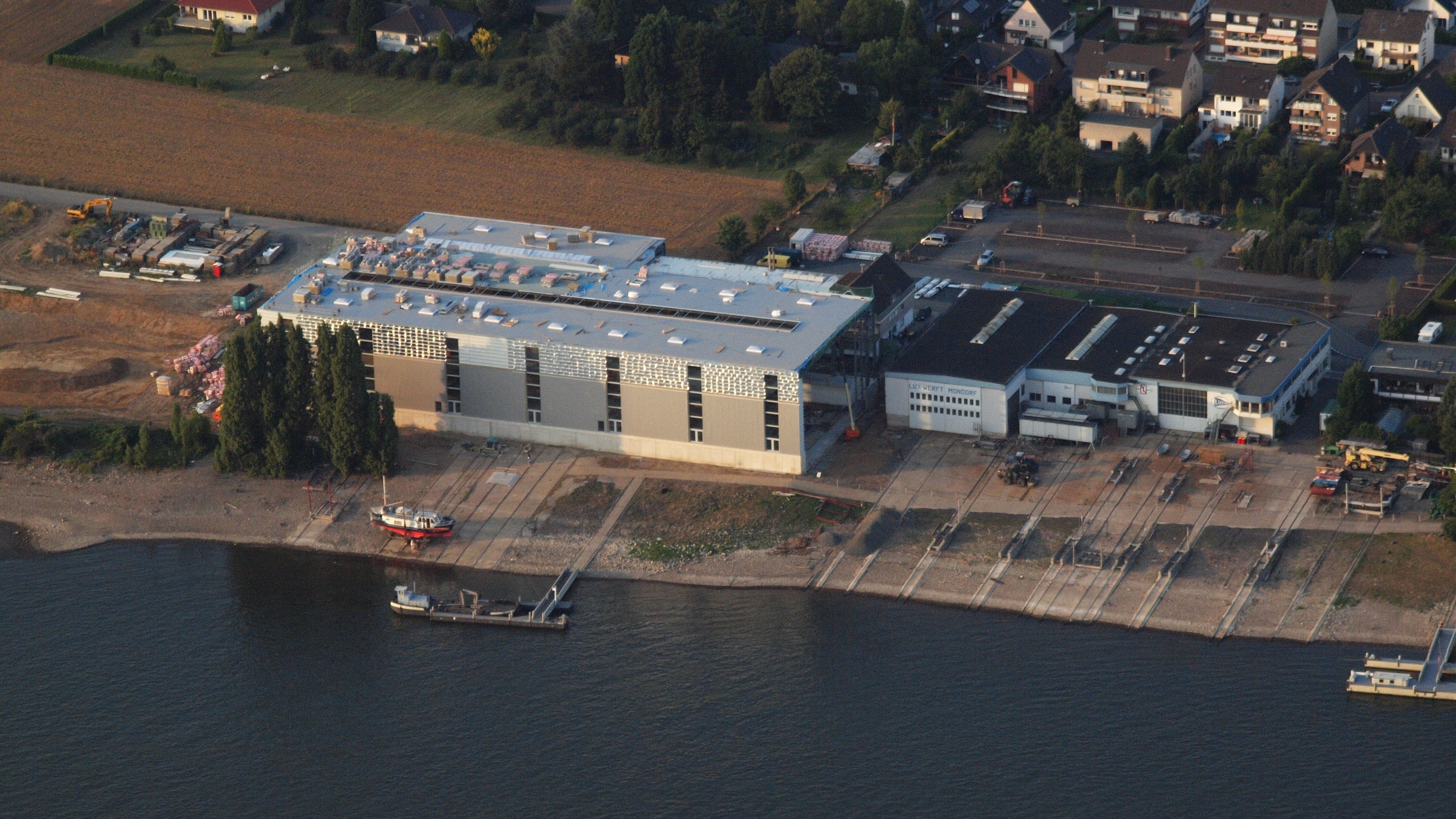
Luftaufnahme der Lux-Werft mit dem Hallenneubau (August 2013)

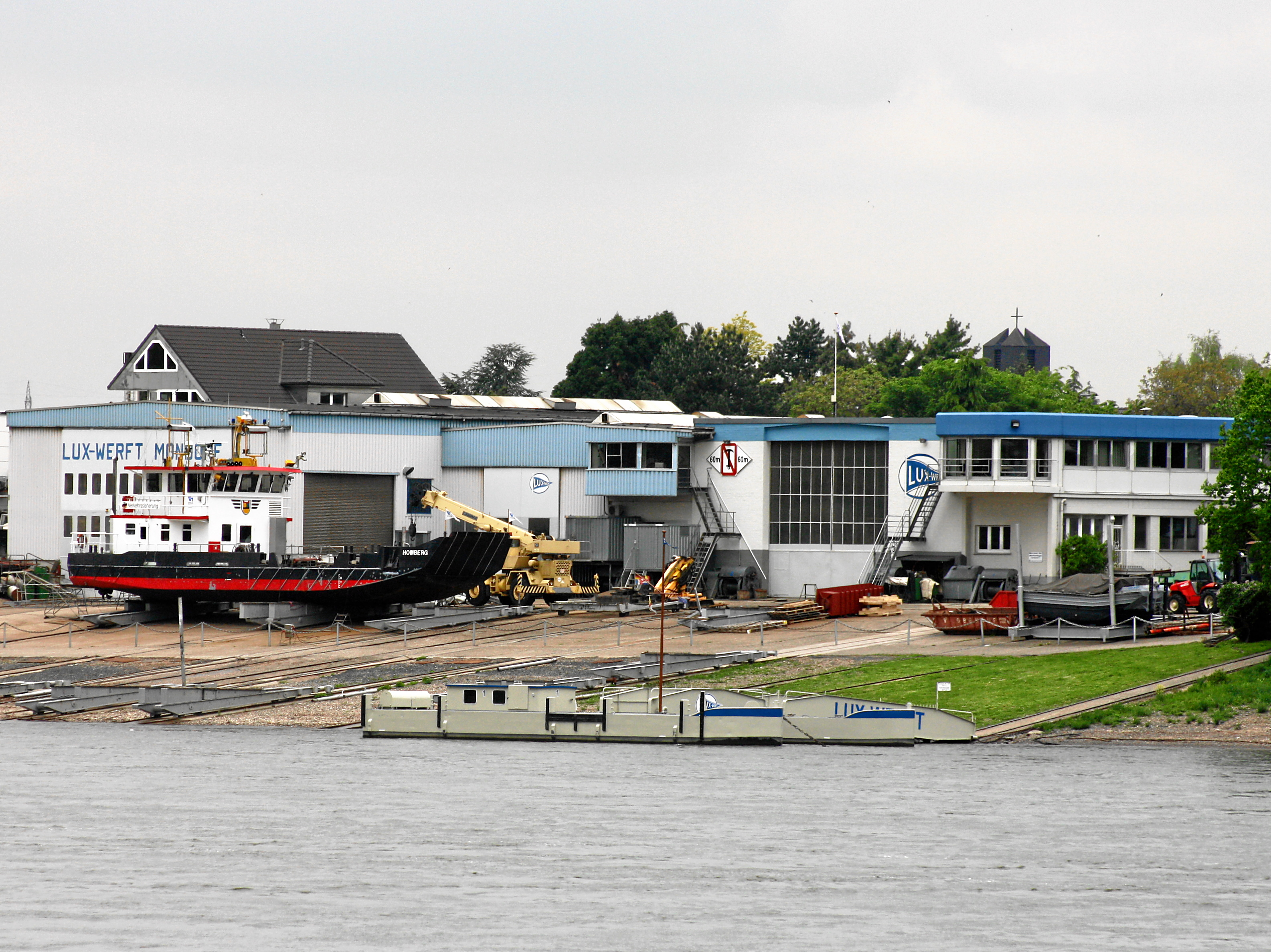
Die Lux-Werft im Jahr 2010

## Geschichte
Die Werft wurde kurz nach dem Ende des Zweiten Weltkrieges im Mai 1945 von dem Schiffbauer Johann Lux († 1984) gegründet. Lux hatte während des Krieges bei den Vereinigten Aluminiumwerken gearbeitet und dabei Kenntnisse in der Elektroschweißtechnik erworben, zuvor hatte er eine Ausbildung bei der Mondorfer Schiffswerft H. Bröhl absolviert. 
Das erste Boot, das in der Lux-Werft fertiggestellt wurde, war ein Fahrzeug für die Fischereibruderschaft in Bergheim. Es folgte eine Stahlfähre für den Betrieb auf der Sieg. Neben größeren Schiffen fertigte Lux auch Beiboote für die Binnenschifffahrt, bekannt als Lux-Nachen. Von diesem Modell wurden bereits mehr als 5000 Exemplare hergestellt. 
Die kleineren Fahrzeuge, die auf der Lux-Werft gebaut wurden, tragen allerdings keine Baunummern. Die Nr. 1 wurde erst 1948 vergeben, für ein 15,80 Meter langes Proviant- und Schleppboot, das in den Niederlanden zum Einsatz kam. Bis zum Jahr 2013 wurden über 200 Baunummern vergeben.

## Werftanlagen
In der Nachkriegszeit wurde auf dem Hummerich 10 eine Schiffbauhalle errichtet. Sie hatte keinen direkten Zugang zum Rhein, sondern die Schiffe mussten auf Trailern oder Slipwagen durch die Hummrichgasse transportiert werden. Das letzte größere Fahrzeug, das in dieser Halle gebaut wurde, war die fast 29 Meter lange Stadt Beuel.
1963/64 wurde eine neue Halle errichtet. Sie befand sich direkt am Rhein, in der Moselstraße. Die Willi Ostermann (Baunummer 18) war das erste große Wasserfahrzeug, das in dieser Halle gebaut wurde. 20 Jahre später, 1984, wurde wiederum eine größere Halle gebaut und im Jahr 2010 übernahm Lux die benachbarte Lülsdorf-Werft, um erneut die Hallenkapazität zu erweitern. Als jüngste Erweiterung wurde 2012 eine neue Schiffbauhalle von 94 m Länge errichtet.
Das Unternehmen befindet sich nach wie vor in Familienbesitz und firmiert mittlerweile als Lux-Werft und Schifffahrt GmbH.

## Bootsverleih und Fahrgastschifffahrt
Neben dem Boots- und Schiffsbau entstand 1948 ein weiterer Geschäftszweig, der Bootsverleih. Den ersten Vertrag schloss Johann Lux, der neben unsinkbaren Ruderbooten aus Stahl auch Paddel-, Tret- und Segelboote aus diesem Material produzierte,  1948 mit dem Ruhrverband über einen Verleih am Harkortsee. 1949 folgte ein weiterer Bootsverleih am Hengsteysee. 1957 übernahm Lux auch die Fahrgastschifffahrt auf den beiden Seen und 1967 die Personenschifffahrt Biggesee, die sich später auf die Möhnetalsperre, Sorpetalsperre, Hennetalsperre und den Brombachsee ausweitete. 2006 kam der Fährbetrieb zwischen Mondorf und Graurheindorf hinzu. Im Juli 2014 erwarb die Werft die beiden Rheinfähren Konrad Adenauer sowie St. Christophorus II und übernahm den Fährbetrieb der Auto-Schnellfähre Bad Godesberg–Niederdollendorf von den Städten Bonn und Königswinter.

## Fördermittel
Die Werft wurde im Jahr 2015 im Rahmen der Förderrichtlinie „Innovativer Schiffbau sichert wettbewerbsfähige Arbeitsplätze“ durch die Bundesregierung mit einem Betrag von 578.364 Euro gefördert; die Innovationsförderung ist als nicht rückzahlbare Zuwendung gestaltet.

## Galerie

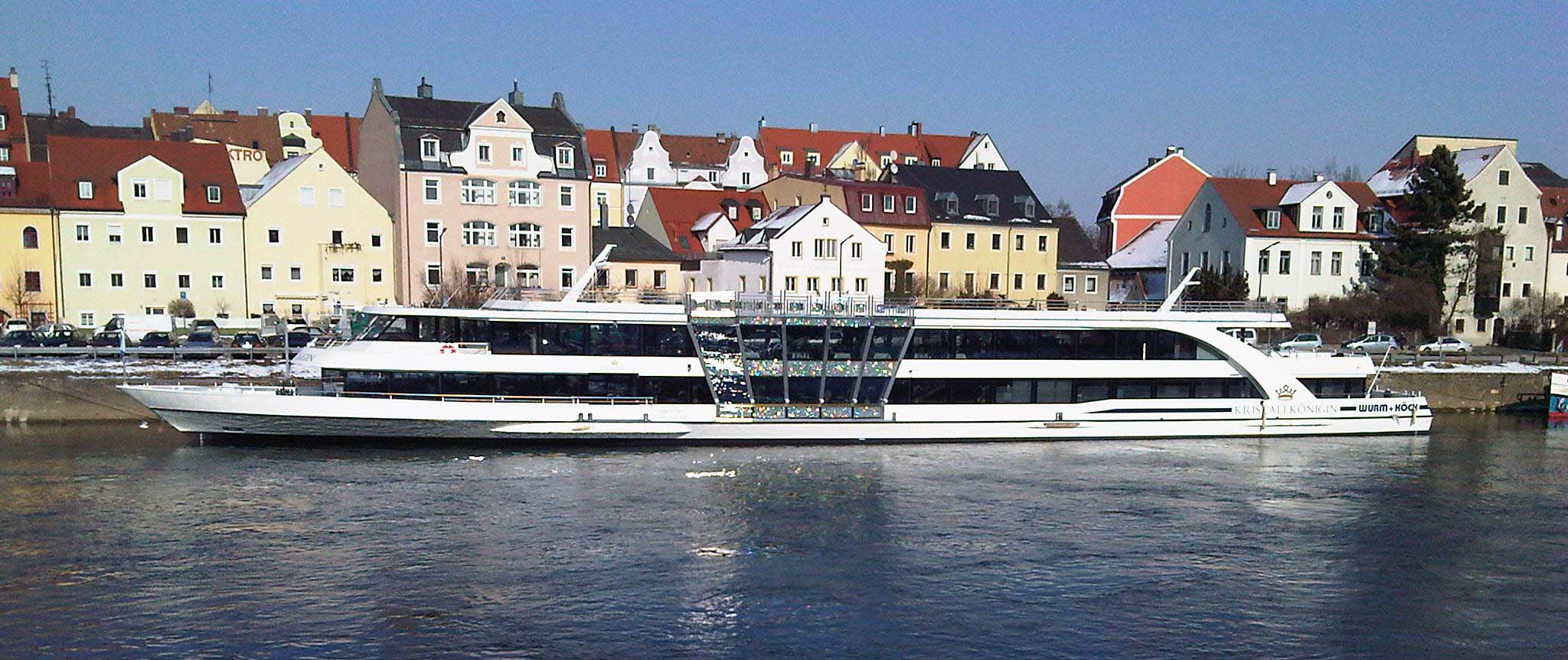
Kristallkönigin in Regensburg
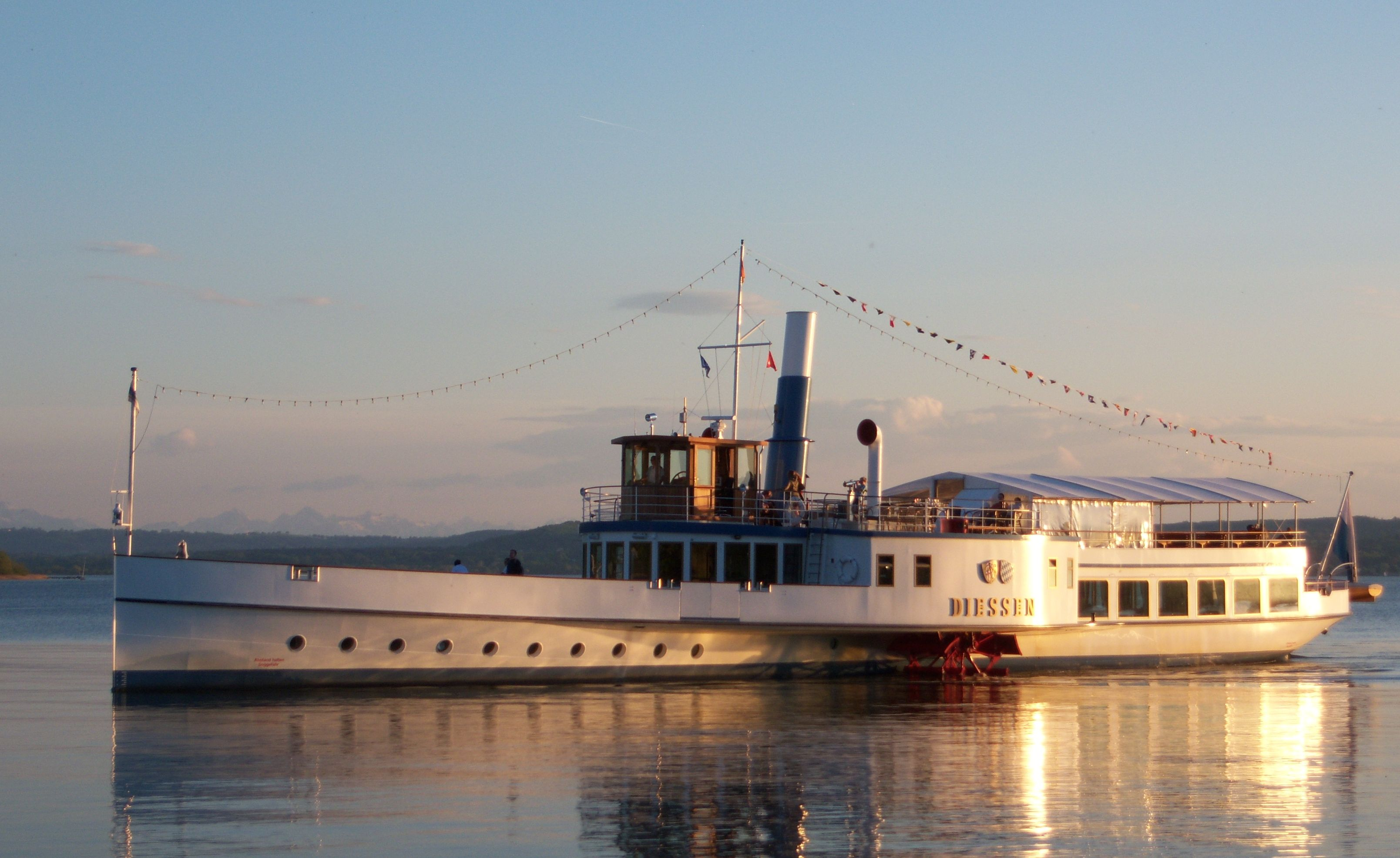
Diessen auf dem Ammersee
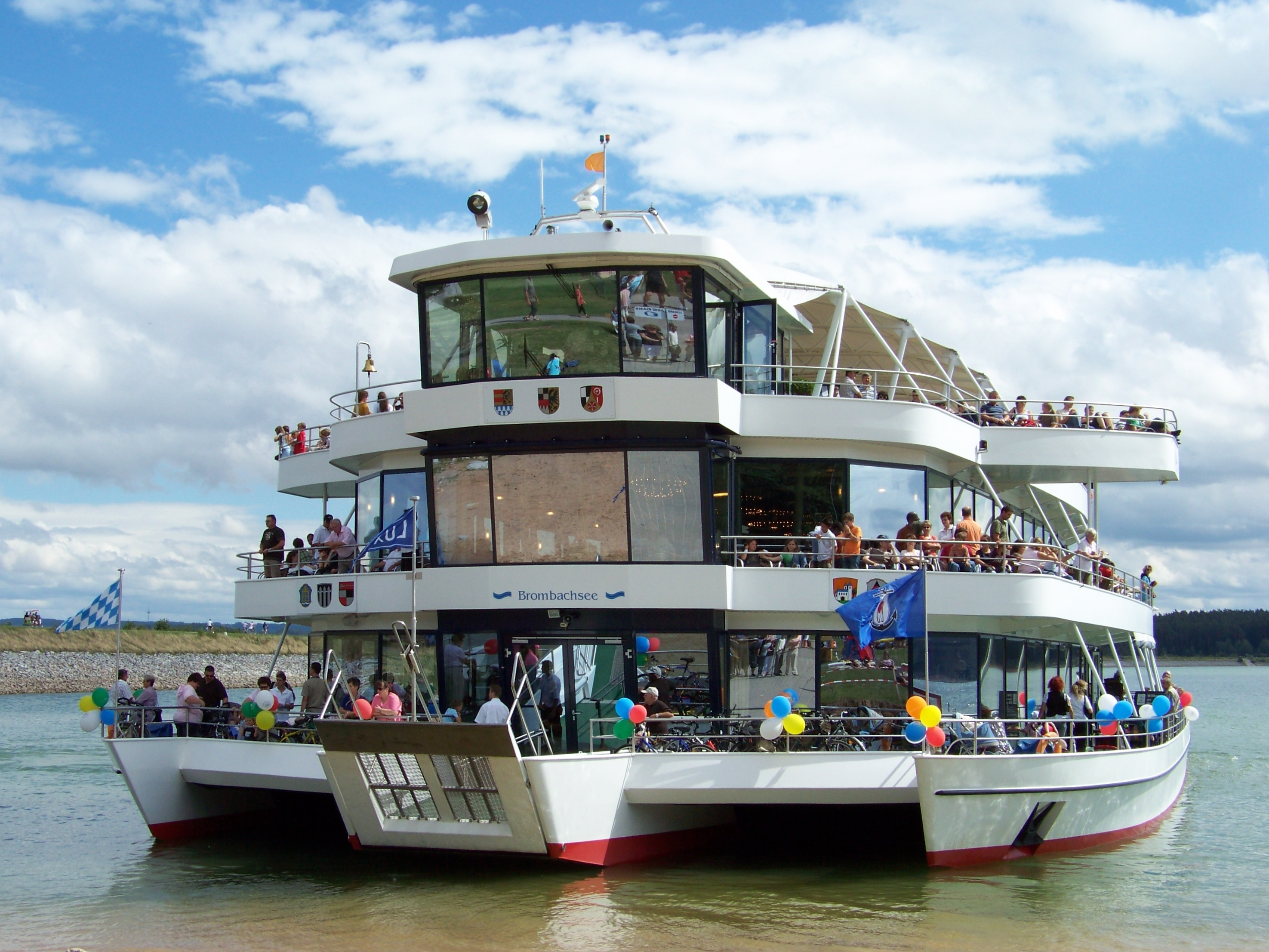
Brombachsee
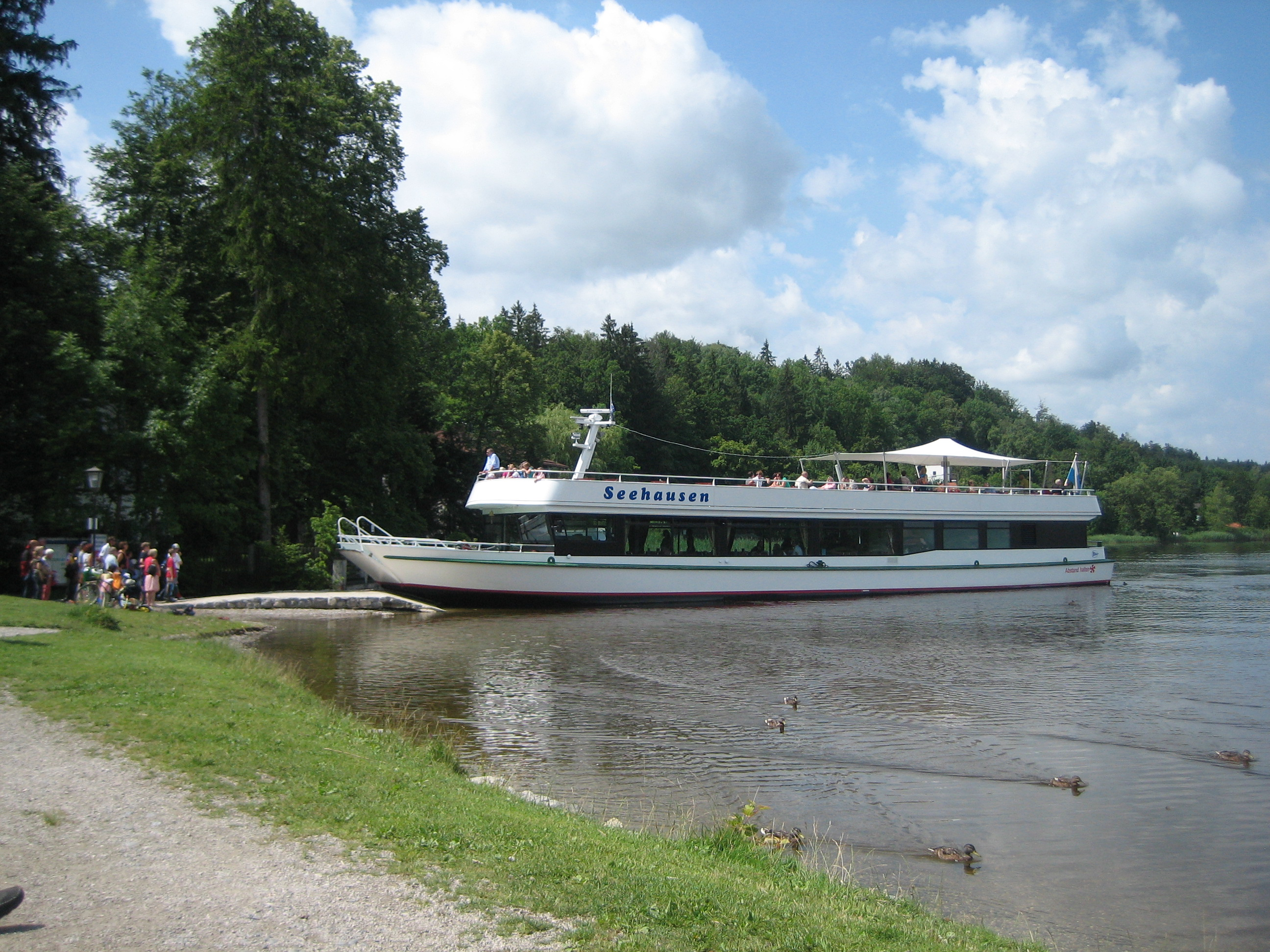
Seehausen auf dem Staffelsee
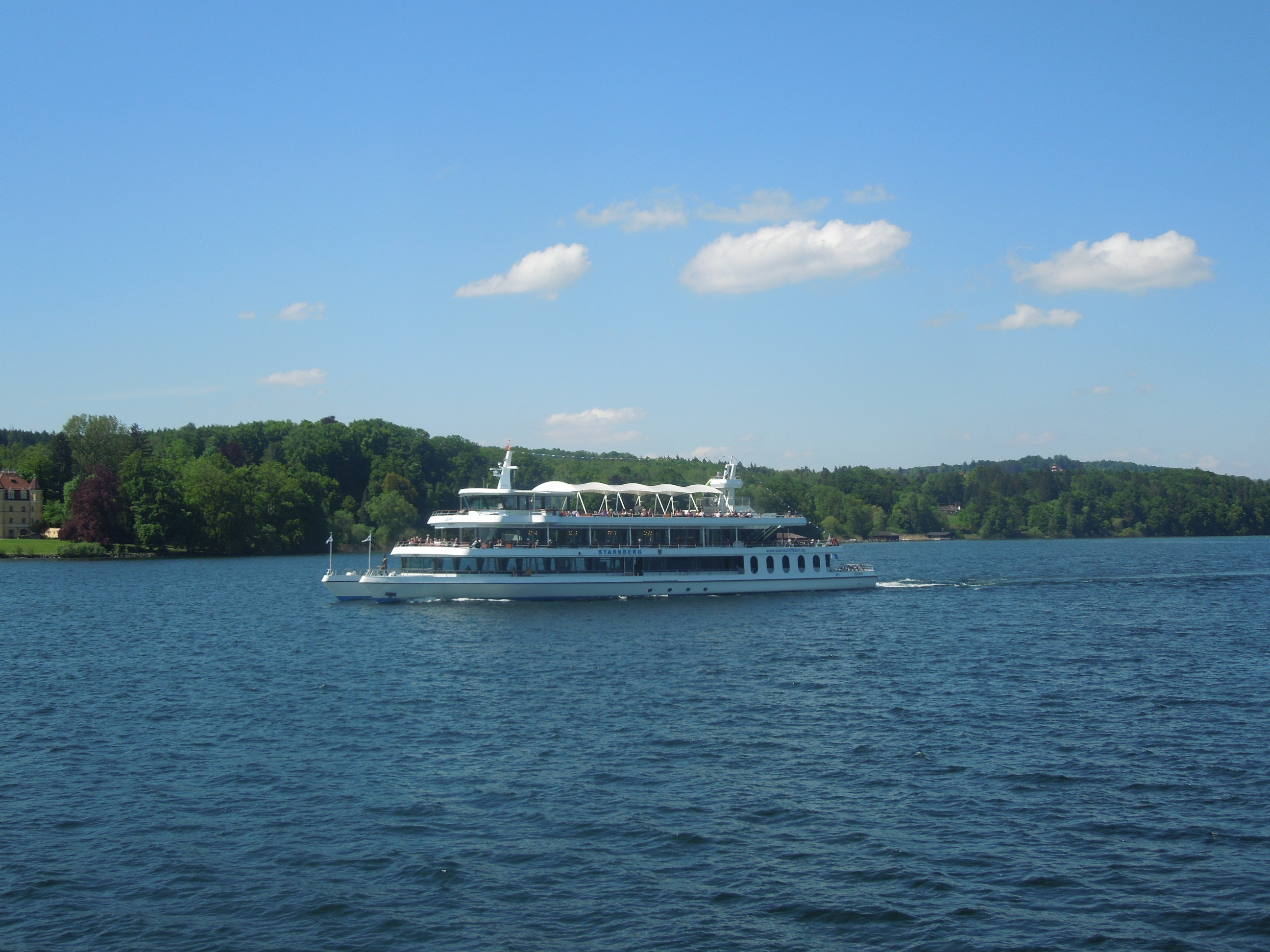
Starnberg
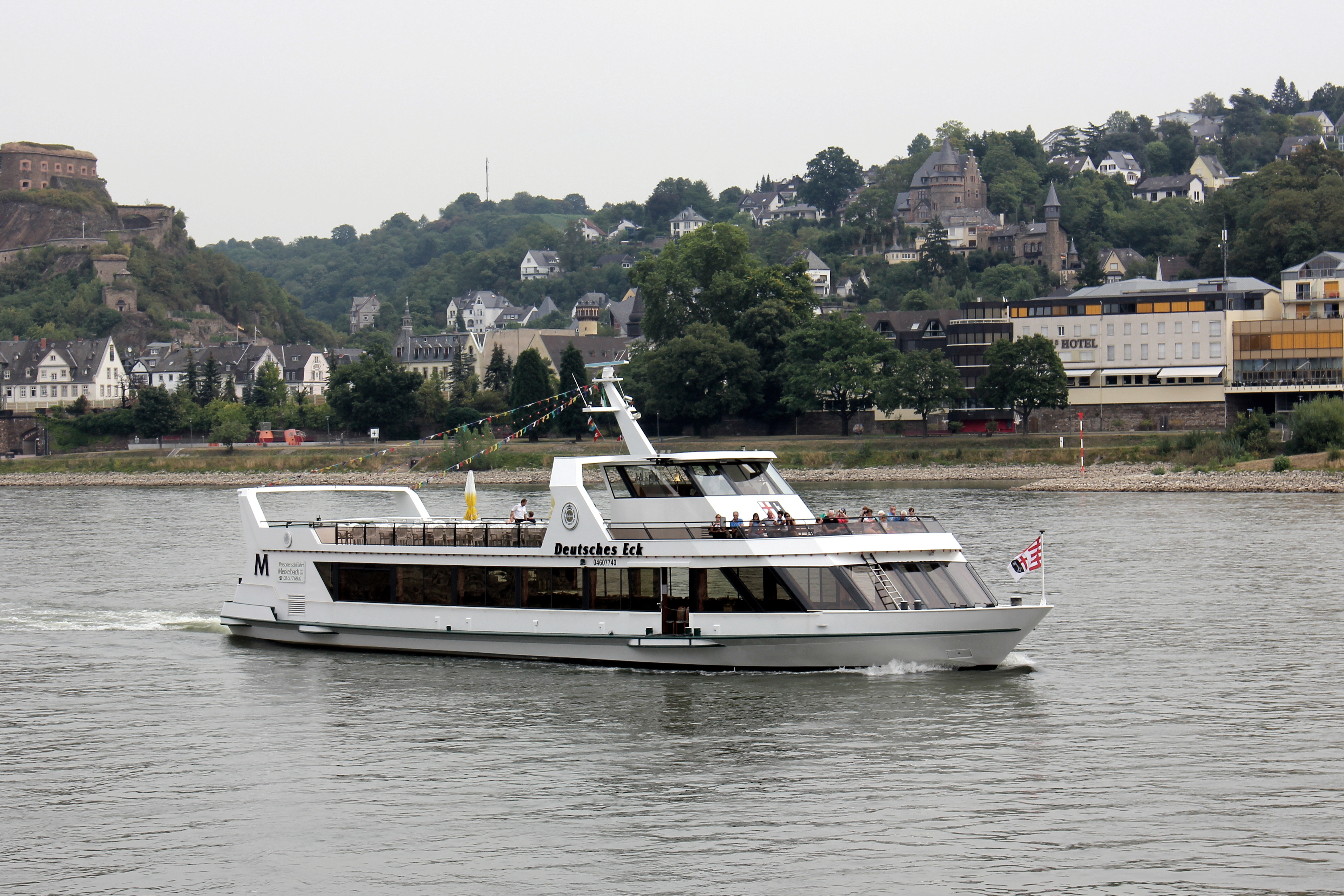
MS Deutsches Eck auf dem Rhein in Koblenz
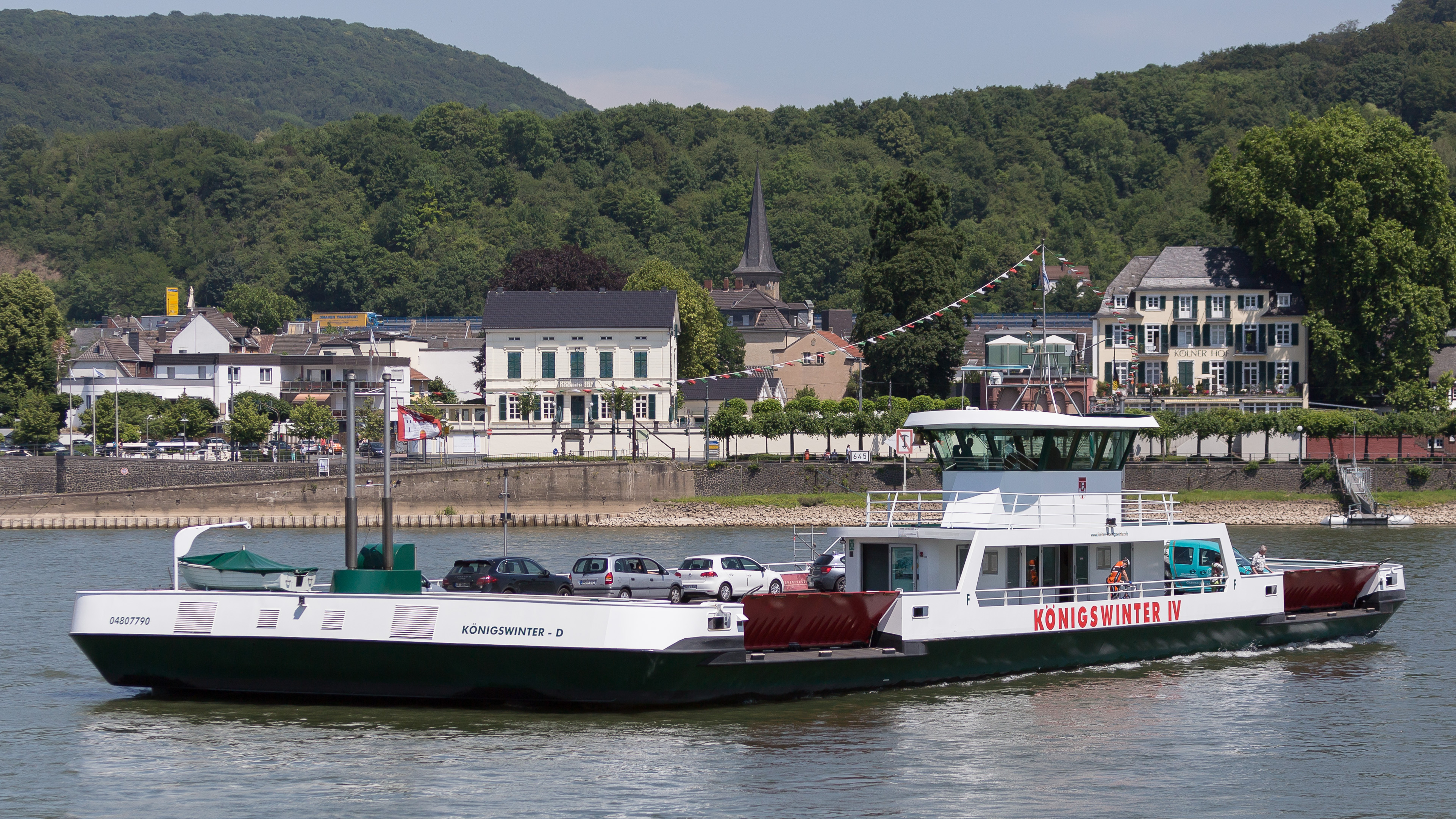
Rheinfähre Königswinter IV